# 欽戈火山

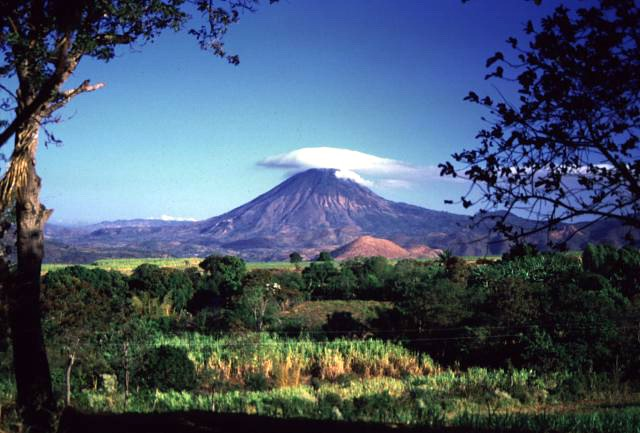

欽戈火山是中美洲的火山，位於薩爾瓦多聖安娜省和危地馬拉胡蒂亞帕省之間接壤的邊境，毗鄰圭哈湖，該火山西面有破火山口，海拔高度1,775米。